# Love, Lust, Faith and Dreams
Albums de Thirty Seconds to Mars
This Is War
(2009) America
(2018)
Singles
1. Up in the Air
Sortie : 19 mars 2013
2. Do or Die
Sortie : 1er juillet 2013
3. City of Angels
Sortie : 30 juillet 2013

Love, Lust, Faith and Dreams (stylisé LOVE LUST FAITH + DREAMS) est le quatrième album studio du groupe américain Thirty Seconds to Mars, publié le 17 mai 2013 par EMI et Virgin Records.

## Enregistrement
Les sessions d'enregistrement de Love, Lust, Faith and Dreams ont eu lieu d'avril à décembre 2012 au Laboratoire de Los Angeles (États-Unis). En septembre 2012, le groupe organise The Summit, un événement où les fans sont invités à contribuer aux chœurs. Contrairement à This Is War, seulement 20 à 25 personnes contribuent au chant.

## Parution et réception

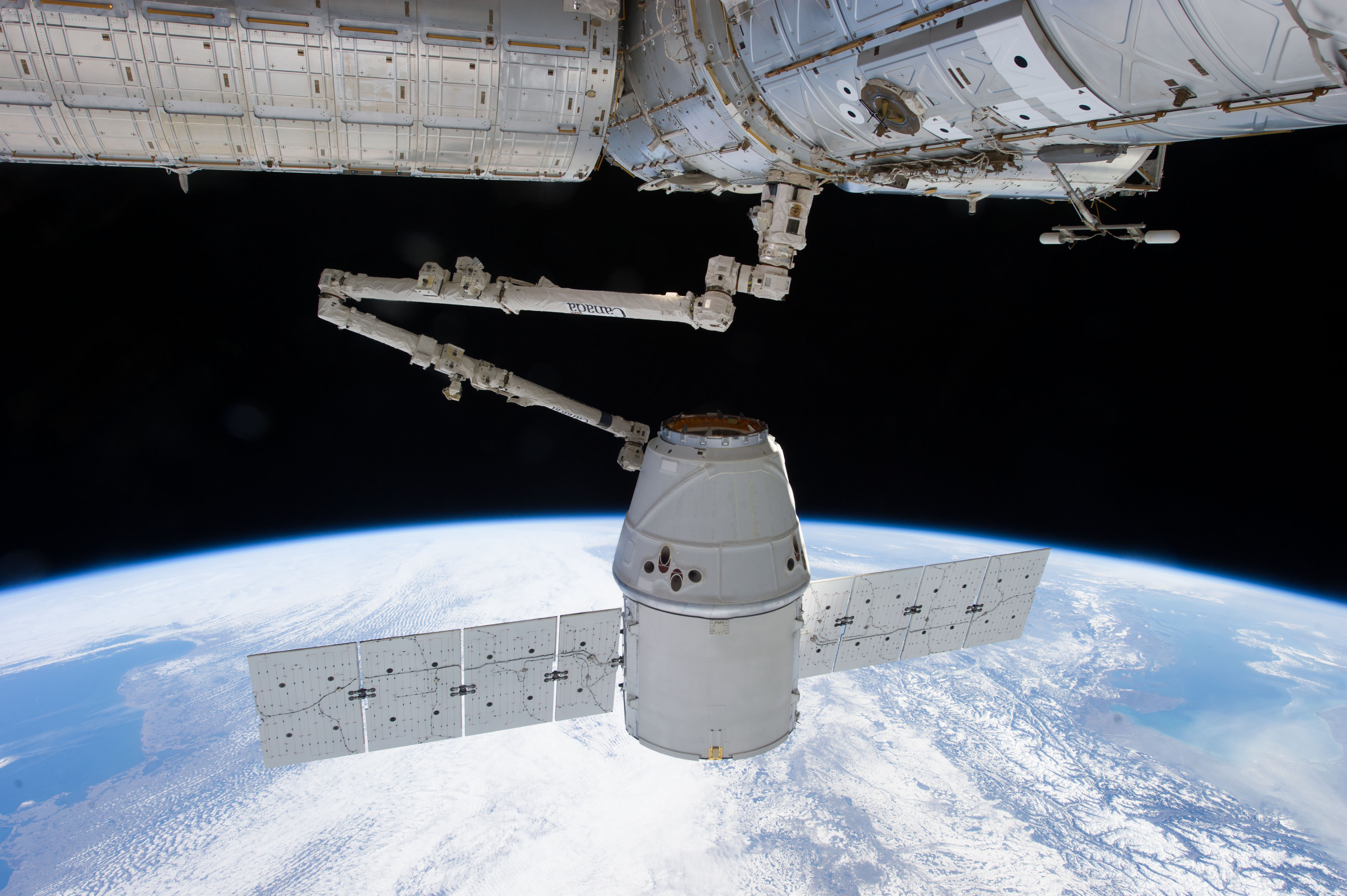
Une copie de la chanson Up in the Air a été envoyé sous forme de CD à la Station spatiale internationale.

Up in the Air est publié comme premier single le 19 mars 2013, après l'annonce le 28 février sur Twitter. Une copie de CD du single a été envoyée à la NASA et SpaceX pour le lancement à bord du vaisseau spatial SpaceX Dragon. La mission a été lancée depuis une fusée Falcon 9 le 1er mars 2013. C'est la première fois qu'une copie commerciale d'une chanson est envoyée dans l'espace. Le vaisseau spatial s'est amarré à la Station spatiale internationale le 3 mars 2013. La chanson a fait ses débuts dans le monde à bord de la station le 18 mars 2013 et a été publié en téléchargement numérique sur iTunes le lendemain. Le clip est publié le 19 avril dans le monde entier sur Vevo.

### Classements
| Classements (2013)                    | Meilleure position |
| ------------------------------------- | ------------------ |
| Allemagne                             | 3                  |
| Australie                             | 4                  |
| Autriche                              | 3                  |
| Belgique (Flandre Ultratop)           | 15                 |
| Belgique (Wallonie Ultratop)          | 12                 |
| Espagne                               | 6                  |
| États-Unis                            | 6                  |
| Finlande                              | 6                  |
| Irlande (IRMA)                        | 7                  |
| Italie                                | 3                  |
| Suède (Sverigetopplistan)             | 36                 |
| Pays-Bas (Mega Album Top 100)         | 12                 |
| Portugal                              | 1                  |
| Nouvelle-Zélande (RIANZ)              | 11                 |
| Royaume-Uni (UK Albums Chart)         | 5                  |
| Royaume-Uni (UK Rock and Metal Chart) | 1                  |

## Caractéristiques artistiques

### Thèmes et compositions
Love, Lust, Faith and Dreams est un album divisé en quatre thèmes : l'amour (love), de la luxure (lust) de la foi (faith) et des rêves (dreams). Chaque partie est annoncée par une voix féminine avant le début d'une chanson ou à la fin d'un interlude qui introduit le prochain titre de l'album. L'amour englobe les chansons Birth et Conquistador, tandis que la luxure va pour Up in the Air, City of Angels, The Race et End of All Days. La foi est introduite par la chanson Pyres of Varanasi et est suivie de Bright Lights puis Do or Die. Enfin les rêves sont représentés par Convergence, Northern Lights et Depuis le Début.

### Pochette
La pochette de Love, Lust, Faith and Dreams est un travail sur toile créé en 2011 par Damien Hirst, intitulé Acid Ethyl Ester Isonicotinic. Une deuxième œuvre d'Hirst, appelée Monochromatic Sectors from Primary, Secondary & Tertiary Colour Ring, Dark Centre est présente à l'intérieur du livret de l'album.

## Fiche technique

### Liste des chansons
Toutes les paroles sont écrites par Jared Leto sauf Convergence écrite par Shannon Leto.
| No  | Titre             | Durée |
| --- | ----------------- | ----- |
| 1.  | Birth             | 2:07  |
| 2.  | Conquistador      | 3:12  |
| 3.  | Up in the Air     | 4:36  |
| 4.  | City of Angels    | 5:02  |
| 5.  | The Race          | 3:40  |
| 6.  | End of All Days   | 4:51  |
| 7.  | Pyres of Varanasi | 3:12  |
| 8.  | Bright Lights     | 4:46  |
| 9.  | Do or Die         | 4:07  |
| 10. | Convergence       | 2:00  |
| 11. | Northern Lights   | 4:44  |
| 12. | Depuis Le Début   | 2:33  |

### Crédits
- Jared Leto — chant, guitare rythmique, basse, claviers
- Shannon Leto — batterie, percussions
- Tomo Miličević — guitare solo, basse, claviers, synthétiseur, violon